# اقتصاديات العمل
يمكن تعريف العمل بأنه المجهود الإرادي الواعي الذي يستهدف منه الإنسان إنتاج السلع والخدمات لإشباع حاجاته، ومن هذا التعريف يتضح لنا أن مجهود الحيوانات أو مجهود الإنسان بغير هدف لا يعتبر عملا.
العمل: هو الطاقة أو الجهد الحركي الذي يبذله الإنسان من أجل تحصيل أو إنتاج ما يؤدي إلى إشباع حاجة معينة محلّلة.
الإنتاج: هو السلع والخدمات التي يساهم الجهد البشري في إيجادها من أجل إشباع حاجة ما.
وهذا الإنتاج قد يكون سلعة، كما قد يكون خدمة. فتكييف الطاقة يتجسّد في إنتاج السلع والخدمات، فالطبيب والنّجار والعامل والحمّال، كل منهم يكيّف طاقته الإنسانية من أجل إشباع حاجة معينة، لأن العمل هو الجهد، أو القوة البشرية التي تتفاعل مع مختلف العناصر الأولية من أجل توفير سلعة مادية، أو إشباع حاجة فكرية أو نفسية، كالكرسي والقميص والكتاب، والعلاج الطبّي، والقصيدة الشعرية والبرنامج الإذاعي والتلفزيوني.
وقد حدّد الإسلام مفهوم الحاجة والعمل والإنتاج وبين عناصره في جملة من النصوص والمفاهيم، وأوضح أن الطاقة الإنسانية بالتفاعل مع عناصر الطبيعة هي التي تنتج السلع التي يشبع بها الإنسان حاجاته المادية المختلفة، ويسدّ بها نواقص حياته، كالطعام واللباس والدواء.
وإن مفهوم الإسلام عن الطاقة البشرية هو أن الإنسان وحدة حياتية قائمة بذاتها لها حاجاتها من الخدمات والسلع والمنافع تقوم هي ذاتياً بتوفيرها وصيانة نفسها باستعمال الطاقة المخزونة فيها، بالتفاعل مع العناصر الأولية والأساسية للإنتاج. والإنسان الذي صرف هذه الطاقة من كيانه، هو صاحب الحق في امتلاك الفائض منها عن حاجته وليس من حق أحد أن يستولي عليها. إلا أن الإنسان يملك حق التصرف وحرية التعاقد لتأجير هذه الطاقة لغيره لقاء أجر معين، وبذا يتنازل الأجير عن قدر من نتاجه وجهده الذي يبذله لغيره بمقتضى هذا التعاقد والرضى وهذا التعاقد هو المبرر الشرعي لامتلاك المؤجر الفائض من جهد الأجير على أجرته مقابل توفير فرص العمل له.
وفي كيان الإنسان قوى حركية وفنية وعقلية ضخمة بإمكانها أن تتفاعل مع عناصر الطبيعة، فتوفر الحاجة للجميع، وأن تبعد الفقر والجوع والحرمان عن كل إنسان يعيش على هذه الأرض لأن الله سبحانه قد جعل في كل إنسان من القدرة والطاقة ما يمكنه من توفير لوازم الحياة ومستلزمات العيش، لو فسح لها الإنتاج من جهة، ورفع الظلم والسيطرة والاستغلال من جهة أخرى.
الحاجة والإشباع: تعتبر الحاجة إلى الشيء هي السبب الأعمق في إنتاجه وإيجاده، ولولا الحاجة إليه لكان وجوده عبثاً لا مبرر له، والسعي من أجله تضييعاً للجهد والمال والوقت الإنساني الثمين، وقد حرم الإسلام العبث.
ولم يكن الإسلام إلا رسالة الضبط والتنظيم والقانون، لذلك عمد إلى تحريم الإنتاج والتداول والاستهلاك والانتفاع بكل سلعة تشيع شذوذاً أو تستجيب لحالات الانحراف المرضي، كالخمر والقمار والرقص والاحتكار والربا..الخ، فمنع إنتاج الآلات والأدوات والخدمات أو بذل الجهود وإنشاء المؤسسات التي توفر الظروف المشجعة على إيجاد وبقاء هذه الظواهر الشاذة، لأن الإنسان بتكوينه الطبيعي السليم لا يحتاج إلى الخمر ولا إلى الرقص. والإنسان في حالته الطبيعية يجب أن يعمل ويكسب لا أن يتّخذ القمار والاحتكار وسيلة لاقتناص جهود الآخرين، ليعيش في خمول وترهّل على الكسب الشاذ المدمّر لنظام الحياة المعاشي..الخ.
راح الإسلام يحثّ على العمل ويحارب الكسل والاتكالية ويدعو إلى الجد وبذل الجهد من أجل تحصيل الرزق والانتفاع بطيّبات الحياة وإعمار الأرض وإصلاحها. وقد ضرب الرسول(ص) وخلفاؤه أروع الأمثلة في الجد وممارسة العمل والنزول إلى ميدان الحياة، فلم يستخفوا بالعمل ولم يحتقروا العاملين، بل كرّموا العمل والعاملين واستنكروا الخمول والاتكالية والكسل، لأن العمل في عرف الإسلام هو بذل الجهد من أجل إشباع حاجة إنسانية محلّلة، وهو ضرب من ضروب العبادة وتحقيق لارادة الله وحكمته في الأرض والسعي لبناء الحياة وفق مشيئته تبارك وتعالى. ولكي يحقق الإسلام فكرته هذه جعل إشباع الحاجات الشخصية واجبة من حيث الأساس على الإنسان نفسه، لكي لا يتوانى عن الكسب ومباشرة العمل بنفسه، فان هو عجز عن توفير حاجاته كاملة انتقلت مسؤولية إشباع هذه الحاجات إلى الداخلين معه في علاقات النفقة والتكافل، كالآباء والأبناء، فاذا تعذّر النهوض بمسؤولية الكفالة هذه وإشباع الحاجات الضرورية انتقلت المسؤولية إلى المجتمع والدولة الإسلامية.
والإنسان في حالته الطبيعية يجب أن يعمل ويكسب لا أن يتّخذ القمار والاحتكار وسيلة لاقتناص جهود الآخرين، ليعيش في خمول وترهّل على الكسب الشاذ المدمّر لنظام الحياة المعاشي..الخ. ان صحة العامل تتأثر تبعاً لما يبذله من جهد خلال عمله، فكلما طالت ساعات العمل، كان لذلك أثره السيئ على صحة العامل بالإضافة إلى أنها تؤدي إلى ضعف الإنتاج كماً ونوعاً. وقد حدّدت منظمة العمل الدولية ساعات العمل بثماني ساعات يومياً.

## سوق العمل
سوق العمل:نوع من أنواع الأسواق الاقتصادية. يوجد فيه باحثون عن العمل وعروض العمل، ويوجد فيه أصحاب الشركات الذين يخلقون مكان العمل
ويبحثون عن اليد العاملة.
النموذج المثالي لسوق العمل:
أ- صاحب العمل:
1- صاحب العمل والموظف يكونون احرار في اختياراتهم.
2- صاحب العمل يعطي حرية الاختيار لمرشح العمل، والموظفون لا يستقيلون من فرصة العمل.
ب- توجد منافسة قوية بين أصحاب العمل حول المنتجات وبين الموظفين حول العمل (تعتبر هذه المنافسة ذات وضعية تطورية صحيحة).
ج- سوق العمل يجب أن يكون شفافا(كي نعلم اين يكون العمل واين لا يكون).
د- التنقل:
1-إذا لم يكن هناك عمل في مدينة معينة نبحث عنه في مدينة أخرى كي نحصل على ظروف حياتية أفضل.
2- من بين المتعلمين الطموحون هم أكثر تنقلا.
3- عادة ما تصنع عراقيل بوجه المتنقلين.
4- ارتفاع أسعار المساكن في المدينة من شانه ان يعيق حركة التنقل في سوق العمل.
هـ- رسوم العمل:
1- من السهل التكيف مع العرض والطلب بدرجات متفاوتة.
2- المرونة المحدودة من قبل نقابات العمال.
3- النسبية في اعتمادها على البلد.
أنواع أسواق العمل: يقسم سوق العمل حسب:
1- الوضع القانوني للعمل:
-السوق القانوني: ونعني به العمل وفقا للقانون ويحصل الدفع فيه وفقا لاقساط الضمان الاجتماعي والصحي.
-المنطقة الرمادية:أي العمل في السوق السوداء.
- الحصول على العمل دون تسديد أي قسط يعود بالنفع لصاحب العمل اما للموظفين فهي غير نافعة لهم وهذا يعود إلى أسباب عدة:أبرزهانه لا يمككنا ان نشتكي على صاحب العمل عند وقوع حادث فهو غير متكفل بدفع العلاج الطبي، وعلى الموظف ان يدفع العلاج بنفسه.
2- تغطية سوق العمل:
- السوق المحلي:العمل في مكان قريب من محل السكن (60-70 كم)
- السوق الإقليمي:يتعلق بالمنطقة برمتها مثل المقاطعة.
- السوق القطري: يتعلق بالبلد باكمله.
- السوق الأجنبي: أي العمل خارج حدود البلد الام.
1- أسواق العمل
تخضع سلعة العمل (أو خدمة العمل) إلى آلية السوق في بلد حر الاقتصاد (مع بعض القيود المخصوصة) وتتكون السوق كما هو معلوم من لقاء جانبي العرض والطلب ويتم فيها تحديد كميات كل منها والأجور المقابلة كما يتم فيها توزيع موارد العمل على مختلف المنشآت والقطاعات والأقاليم.
وتتميز سوق العمل بعدد من الخصائص المختلفة عن أسواق عوامل الإنتاج الأخرى منها: التصاق خدمة العمل بالعامل (الجانب الإنساني) وعدم إمكان تخزين سلعة العمل، واختلاف قدرة أصحاب جانبي العرض والطلب التفاوضية بل واختلاف سبب وجودهما في السوق، وضرورات التدخل فيها ومستوياته وآثار مثل هذا التدخل.
2- هيكل تخطيط القوى العاملة
إن الفكرة الأساسية في تخطيط القوى العاملة على المستوى الكلي تستند إلى سعي البلدان لتوفير توازن في سوق عملها ليس فقط بالمعنى الاقتصادي الكلي بل يتفصل ويصل إلى مواءمة كل من العرض والطلب من حيث الكم والنوع (الاختصاص ومستويات المهارة) والزمان والمكان. وهذه الملائمة هي بالضرورة مستقبلية. وبالتالي فهي تحتاج إلى دراسة كل من العرض الحالي ومحدداته واتجهاتها والطلب الحالي ومحدداته واتجهاتها. وبإجراء الحسابات اللازمة لكل من العرض والطلب المستقبليين إمكان حصول التوازن التلقائي وهو نادر أو ضرورة اتخاذ خطوات معينة في جانبي العرض والطلب وخصوصاً عرض المؤهلات لكي تتلائم سوق العمل المستقبلية مع الإسقاطات الاقتصادية أو التنموية للبلاد.
3-عرض العمل
هو أحد جانبي سوق العمل. ويعرض العامل خدماته (سلعة العمل) في السوق مقابل أجر يعتبره كاف لتخلي عن سلعة «الفراغ» أي أن العامل يوازن بين المنفعة التي يحصل عليها واستعمال وقت فراغه وبين المنفعة (المنافع) التي يحصل عليها من الأجر الذي يتقاضاه نتيجة التخلي عن جزء كبر أو صغر من وقته للعمل السوقي المأجور. ويختلف منحنى عرض العمل للعامل عن منحنى العرض الكلي بأن الأول يمكن أن يكون راجعاً بحيث يتزايد العرض الفردي للعمل مع ارتفاع الأجر حتى مرحلة معينة ثم يلتف متناقصاً بعدها مع زيادة الأجر. ويرتبط عرض العمل بعوامل عديدة أهمها مستويات الأجور الحقيقية، تكلفة الفرصة، تفضيلات الأفراد. إن عرض العمل الفائض في السوق يعني البطالة.
4- الطلب على العمل
هو أحد جانبي سوق العمل ويشتري أو يستأجر رب العمل خدمات العمل من السوق مقابل ما يدفعه من أجر للعاملين ويتميز الطلب عن العمل بأنه طلب مشتق أي رب العمل يطلب ليس من أجل استهلاكه بل من أجل الاستفادة منه في إنتاج سلع وخدمات أخرى تدر عليه ربما يفوق ما أنفقه في الحصول عليه. ويرتبط الطلب على العمل بعوامل عدة أهمها مستويات الأجور الحقيقية. والتقانة والطلب على المنتج وأسعار المنتج وعوامل الإنتاج الأخرى. ويُمَيِّزُ عادة بين طلب المنشأة وطلب السوق. كما يمكن تمييز الطلب عن مختلف زمر المهارات والكفاءات.
5- المستوى التوازني للعمالة
مثل أي سوق أخرى فإن العرض والطلب يجريان في السوق ويحددان في سوق حرة كاملة في وقت واحد نقطة توازن كمية العمل المطلوب والعرض والأجر الذي يرافق تلك الكمية. ومن المفترض في سوق متوازنة أن تعيد تصحيح نفسها إذا اختل بعض من جوانبها (زيادة/العرض أو الطلب أو نقصان أحدهما). فزايدة العرض أو نقصان الطلب يؤدي إلى نقصان في الأجور ونقطة توازن جديدة والعكس صحيح أيضاً ويمنع تحقيق التوازن ظروف عديدة مثل: تجزئة السوق، تدخل نقابات العمال، عدم مرونة الأجر، تكلفة تكون رأس المال البشري. تكلفة الانتقال وغيرها.